# Communauté de communes du Pays Créçois
La communauté de communes du Pays Créçois est une ancienne communauté de communes française, située dans le département de Seine-et-Marne en région Île-de-France.

## Historique
Créée le 18 décembre 2000, la Communauté de communes du Pays Créçois se substitue au district rural de Crécy-la-Chapelle-Vallée du Grand Morin créé le 7 février 1992, et qui regroupait Crécy-la-Chapelle, Saint-Germain-sur-Morin, Villiers-sur-Morin et Voulangis.
Bouleurs, Coulommes, Coutevroult, la Haute Maison, Sancy-les Meaux et Tigeaux rejoignent le district en 1993, qui prend en 1994 la dénomination de Pays Créçois.
Au regroupement des 10 communes membres initiales de la communauté de communes vient s'ajouter :
- en 2001[3] : Boutigny, Saint-Fiacre, Vaucourtois, Villemareuil ;
- en 2006[3] : Condé-Sainte-Libiaire ;
- en 2013[4] : Esbly[5], Montry, Couilly-Pont-aux-Dames, Quincy-Voisins.

Début 2018, Esbly, suivie par Montry de Saint-Germain-sur-Morin et de Quincy-Voisins, ont fait part de son souhait de quitter le Pays Créçois pour rejoindre Val d'Europe Agglomération ou la communauté d'agglomération du pays de Meaux, générant une crise au sein de l'intercommunalité,,. Par ailleurs, début 2019, l'influent Franck Riester a suggéré la fusion des intercommunalités de Crécy-la-Chapelle et de Coulommiers-Pays de Brie : « Nous avons besoin d’aller plus loin pour organiser ce territoire situé entre Marne-la-Vallée, l’Aisne et la Marne. Ce territoire mérite une belle organisation et une belle administration ».
De ce fait, le 1er janvier 2020 :
- les communes de Boutigny, Quincy-Voisins, Saint-Fiacre et Villemareuil intègrent la communauté d'agglomération du pays de Meaux ;
- celles d'Esbly, Montry et Saint-Germain-sur-Morin rejoignent Val d'Europe Agglomération ;
- ce qui reste de la communauté de communes, soit 12 communes, fusionne au sein de la Communauté d'agglomération Coulommiers Pays de Brie[11].

## Territoire communautaire

### Géographie
Une partie des vallées de la Marne et du Grand Morin se trouvent dans le territoire communautaire, qui subit leurs inondations, notamment en 2016 et 2018,.

### Composition
L'intercommunalité regroupait en 2018 les 19 communes suivantes :
| Nom                       | Code Insee | Gentilé          | Superficie (km2) | Population (dernière pop. légale) | Densité (hab./km2) |
| ------------------------- | ---------- | ---------------- | ---------------- | --------------------------------- | ------------------ |
| Crécy-la-Chapelle (siège) | 77142      | Créçois          | 15,78            | 4 881 (2022)                      | 309                |
| Bouleurs                  | 77047      | Bouleurois       | 8,25             | 1 731 (2022)                      | 210                |
| Boutigny                  | 77049      | Boutignaciens    | 9,88             | 850 (2022)                        | 86                 |
| Condé-Sainte-Libiaire     | 77125      | Condéens         | 2,15             | 1 470 (2022)                      | 684                |
| Couilly-Pont-aux-Dames    | 77128      | Colliaciens      | 4,75             | 2 131 (2022)                      | 449                |
| Coulommes                 | 77130      | Coulommois       | 3,68             | 534 (2022)                        | 145                |
| Coutevroult               | 77141      | Coutevroultois   | 7,08             | 1 191 (2022)                      | 168                |
| Esbly                     | 77171      | Esblygeois       | 3,12             | 6 237 (2022)                      | 1 999              |
| La Haute-Maison           | 77225      | Altimantissiens  | 12,96            | 342 (2022)                        | 26                 |
| Montry                    | 77315      | Montéricultois   | 2,86             | 3 872 (2022)                      | 1 354              |
| Quincy-Voisins            | 77382      | Quincéens        | 10,33            | 5 506 (2022)                      | 533                |
| Saint-Fiacre              | 77408      |                  | 2,75             | 490 (2022)                        | 178                |
| Saint-Germain-sur-Morin   | 77413      | Saint-Germinois  | 4,81             | 3 892 (2022)                      | 809                |
| Sancy                     | 77443      | Sancéens         | 5,48             | 390 (2022)                        | 71                 |
| Tigeaux                   | 77466      | Tigéens          | 6,12             | 399 (2022)                        | 65                 |
| Vaucourtois               | 77484      | Vaucourtoisiens  | 4,68             | 281 (2022)                        | 60                 |
| Villemareuil              | 77505      | Villemareuillais | 10,67            | 383 (2022)                        | 36                 |
| Villiers-sur-Morin        | 77521      | Villermorinois   | 6,28             | 2 067 (2022)                      | 329                |
| Voulangis                 | 77529      | Voulangeois      | 9,58             | 1 504 (2022)                      | 157                |

### Démographie
| 1968   | 1975   | 1982   | 1990   | 1999   | 2006   | 2011   | 2016   |
| ------ | ------ | ------ | ------ | ------ | ------ | ------ | ------ |
| 12 222 | 18 754 | 22 372 | 26 512 | 30 189 | 32 694 | 34 980 | 36 287 |

## Organisation

### Siège
L'intercommunalité a son siège à Crécy-la-Chapelle, 3 rue de la Chapelle.

### Élus
La communauté est administrée par un conseil communautaire constitué, après les élections municipales françaises de 2014 de conseillers municipaux représentant chacune des communes membres, répartis en fonction de leur population, soit : 

- 5 délégués pour Esbly et Quincy-Voisins;

- 4 délégués pour Crécy-la-Chapelle ;

- 3 délégués pour Couilly-Pont-aux-Dames, Montry et Saint-Germain-sur-Morin ;

- 2 délégués pour les autres communes.
Toutefois, à la suite d'un accord local, la composition du conseil communautaire a été modifié par un arrêté préfectoral du 10 mars 2017 et désormais comprend 49 membres, répartis comme suit :
 
- 7 délégués pour Esbly ;

- 6 délégués pour Quincy-Voisins ;

- 5 délégués pour Crécy-la-Chapelle ;

- 4 délégués pour Montry et Saint-Germain-sur-Morin ;

- 3 délégués pour Couilly-Pont-aux-Dames et Villiers-sur-Morin ;

- 2 délégués pour les autres communes.
À la suite des élections municipales de 2014 en Seine-et-Marne, le conseil communautaire du 16 avril 2014 a réélu sa présidente, Patricia Lemoine, maire de Condé-Sainte-Libiaire, ainsi que ses 7 vice-présidents, qui sont, : 
1. Valérie Pottiez-Husson, maire d'Esbly, chargée de la petite enfance et du logement ;
2. Monique Bourdier, maire de Bouleurs, chargée des transports, de l'accessibilité et de la voirie ;
3. Jean-Louis Vaudescal, maire de Couilly-Pont-aux-Dames, chargé des finances et la mutualisation ;
4. Valérie Lyon, élue de Crécy-la-Chapelle, chargée des ordures ménagères, du tri sélectif ;
5. Joël Klempouz, maire de Saint-Germain-sur-Morin, chargé du développement économique, de l'emploi et de l'aménagement numérique ;
6. Christian Vavon, maire de Saint-Fiacre, chargé du tourisme, du patrimoine et de la culture ;
7. Luc Parfus, maire de  Sancy-les-Meaux, chargé de la vie associative, de la jeunesse et du sport.

Patricia Lemoine devenue députée en remplacement Franck Riester, lui-même étant devenu ministre de la Culture, et frappée par la législation limitant le cumul des mandats en France, a du démissionner de son mandat de présidente de l'intercommunalité en octobre 2018, et le conseil communautaire dejanvier 2019 a élu son successeur, Monique Bourdier, maire Bouleurs.

### Liste des présidents
| Période                                  | Période       | Identité          | Étiquette    | Qualité |
| ---------------------------------------- | ------------- | ----------------- | ------------ | --- |
| Les données manquantes sont à compléter. |               |                   |              | |
| 1995                                     | 2008          | Jacques Corpechot | DVD          | Chef d'entreprise Maire (1995 → 2001) puis maire-adjoint ( 2001 → ) de Villiers-sur-Morin                                                                                     |
| 2008                                     | octobre 2018, | Patricia Lemoine  | LR puis Agir | Directrice de cabinet Maire de Condé-Sainte-Libiaire (2008 → 2018) Députée de Seine-et-Marne (5e circ.) (2018 → ) Démissionnaire à la suite de son installation comme députée |
| janvier 2019                             | décembre 2019 | Monique Bourdier  | LREM         | Maire de Bouleurs (2001 → ) |

### Compétences
L'intercommunalité exerce les compétences qui lui ont été transférées par les communes membres, dans les conditions fixées par le code général des collectivités territoriales. Il s'agit de : 
- L’économie et l’emploi ;
- Les ordures ménagères ;
- Le transport collectif de voyageurs ;
- Le tourisme ;
- La petite enfance ;
- Les équipements sportifs ;
- Financement du service départemental d’incendie et de secours ;
- Le petit patrimoine rural ;
- Certaines voies publiques à Bouleurs, Villiers sur Morin et Crécy-la-Chapelle ;
- Le logement ;

### Régime fiscal et budget
La Communauté de communes est un établissement public de coopération intercommunale à fiscalité propre.
Afin de financer l'exercice de ses compétences, l'intercommunalité perçoit la fiscalité professionnelle unique (FPU) – qui a succédé à la taxe professionnelle unique (TPU) – et assure une péréquation de ressources entre les communes résidentielles et celles dotées de zones d'activité.
Elle perçoit également une taxe d'enlèvement des ordures ménagères (TEOM), qui finance le fonctionnement de ce service public, et bénéficie d'une bonification de la dotation globale de fonctionnement.

### Effectifs
Pour l'exercice de ses compétences, la communauté employait en 2016 57 agents, dont 45 fonctionnaires titulaires

## Projets et réalisations
Équipements
L'intercommunalité a engagé en 2016 le chantier de construction du pôle petite enfance de Saint-Germain-sur-Morin. Ce projet permettra d'accueillir  55 enfants, une troisième antenne du relais d'assistantes maternelles (RAM), un lieu d’accueil enfants parents (LAEP) ainsi que les bureaux du service petite enfance.
La piscine intercommunale située à Crécy, vieille de plus de 50 ans et vétuste a dû être fermée en 2017. La communauté doit décider la commune où elle sera reconstruite,.
Gens du voyage
Depuis 2017, l'intercommunalité participe au financement de l'aire de grand passage de Maisoncelles-en-Brie.